# (26143) 1994 PF5
A (26143) 1994 PF5 a Naprendszer kisbolygóövében található aszteroida. Eric Walter Elst fedezte fel 1994. augusztus 10-én.